# Tangermünde
Tangermünde (phát âm tiếng Đức: [taŋɐˈmʏndə]) là một thị xã ở huyện Stendal, đông bắc bang Sachsen-Anhalt, Đức. Đô thị Tangermünde có diện tích 22,01 km², dân số thời điểm ngày 31 tháng 12 năm 2006 là 9583 người. Thị xã toạ lạc bên sông Elbe trong vùng Altmark.
Tangermünde là thủ phủ của Verwaltungsgemeinschaft ("đô thị tập thể") Tangermünde.

## Hình ảnh

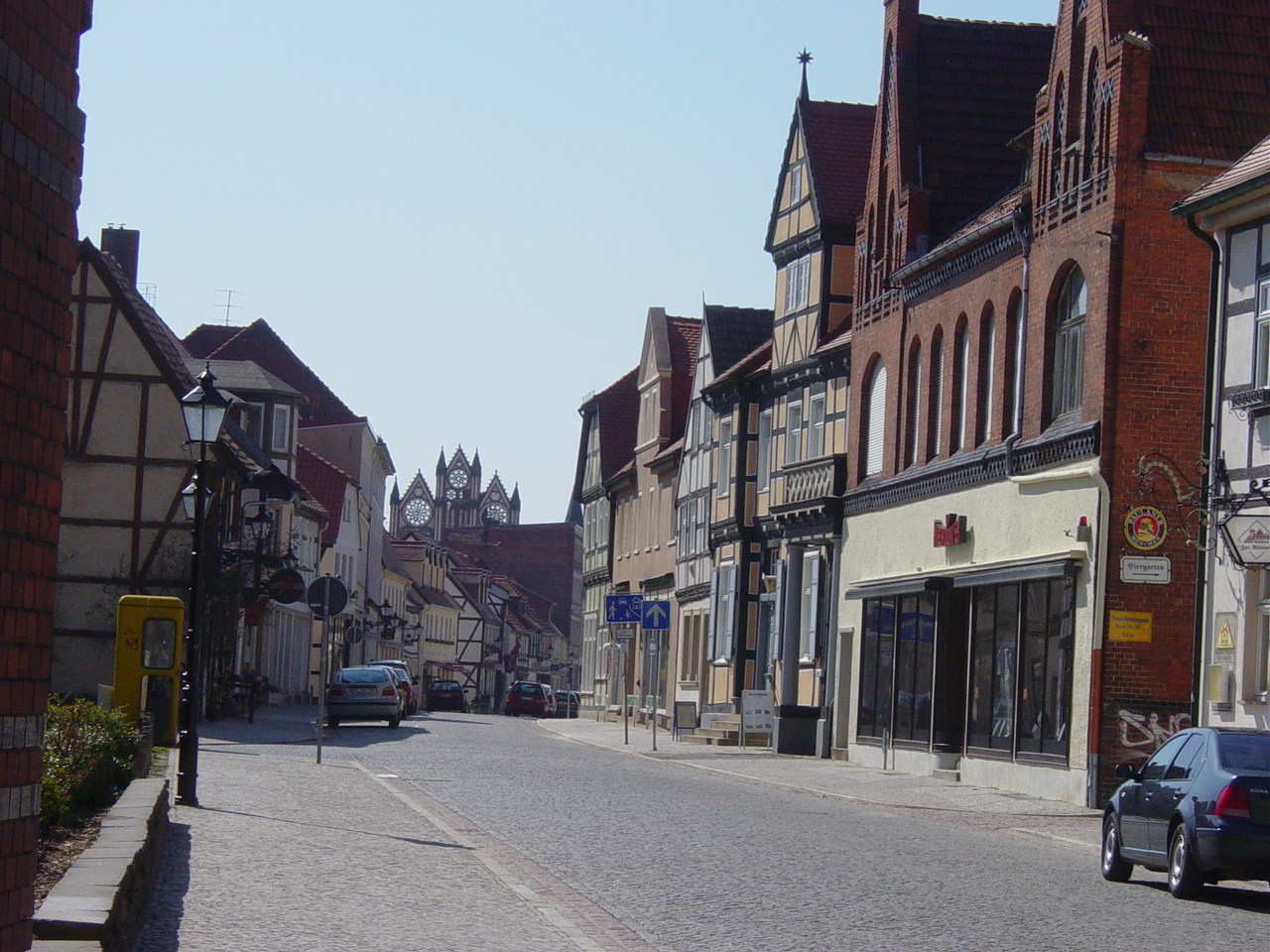
Lange Strasse ở Tangermünde
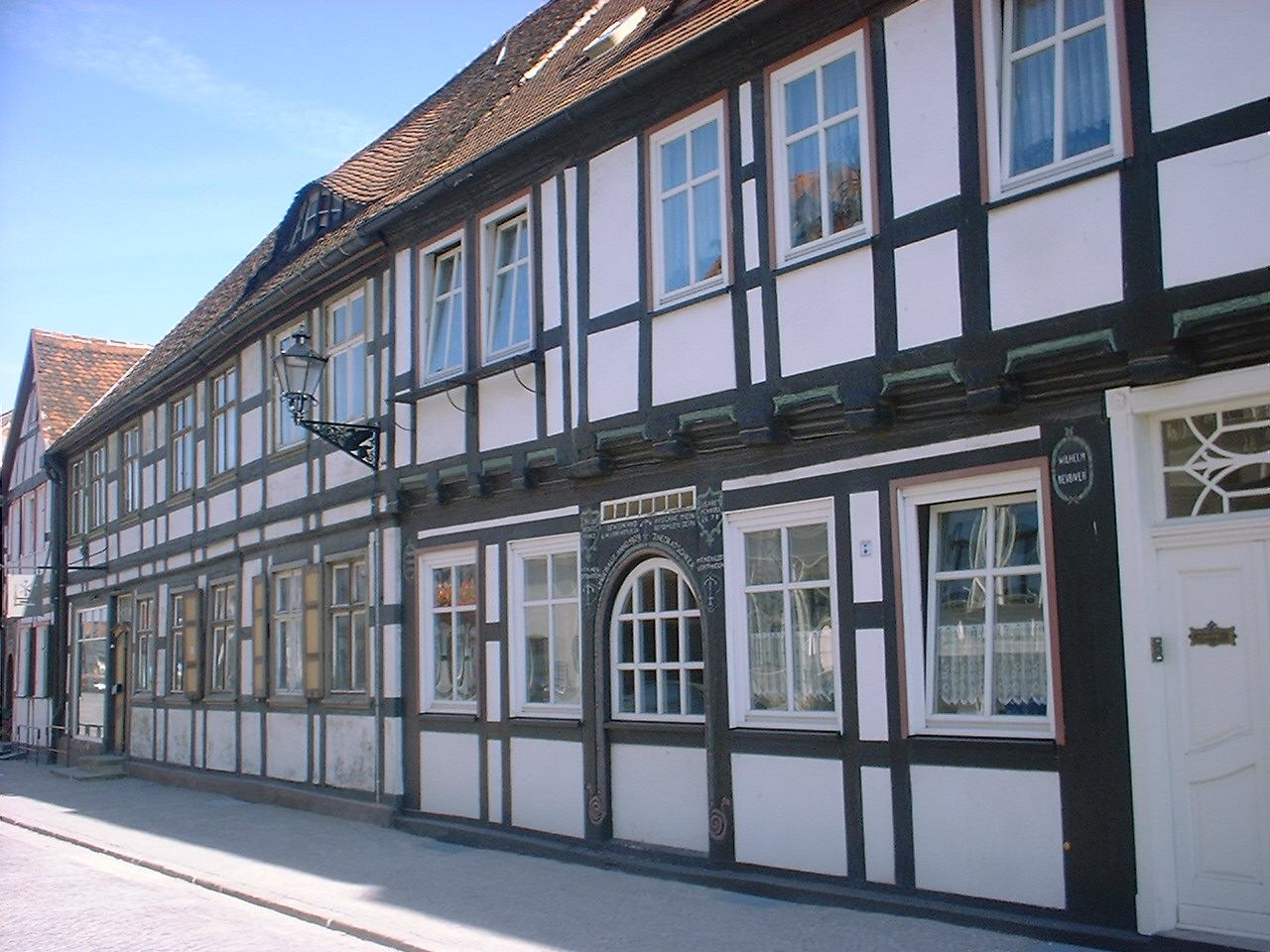
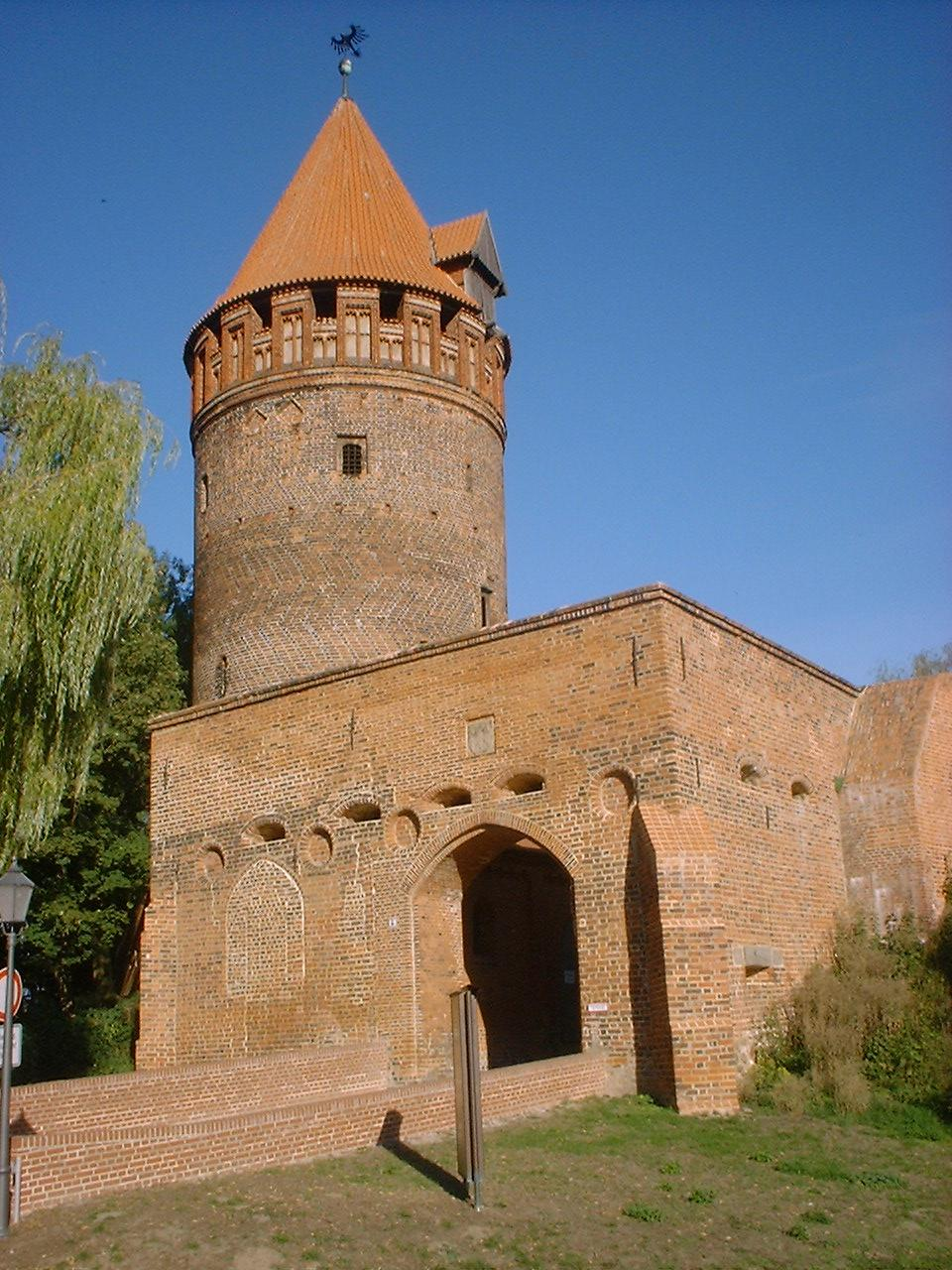
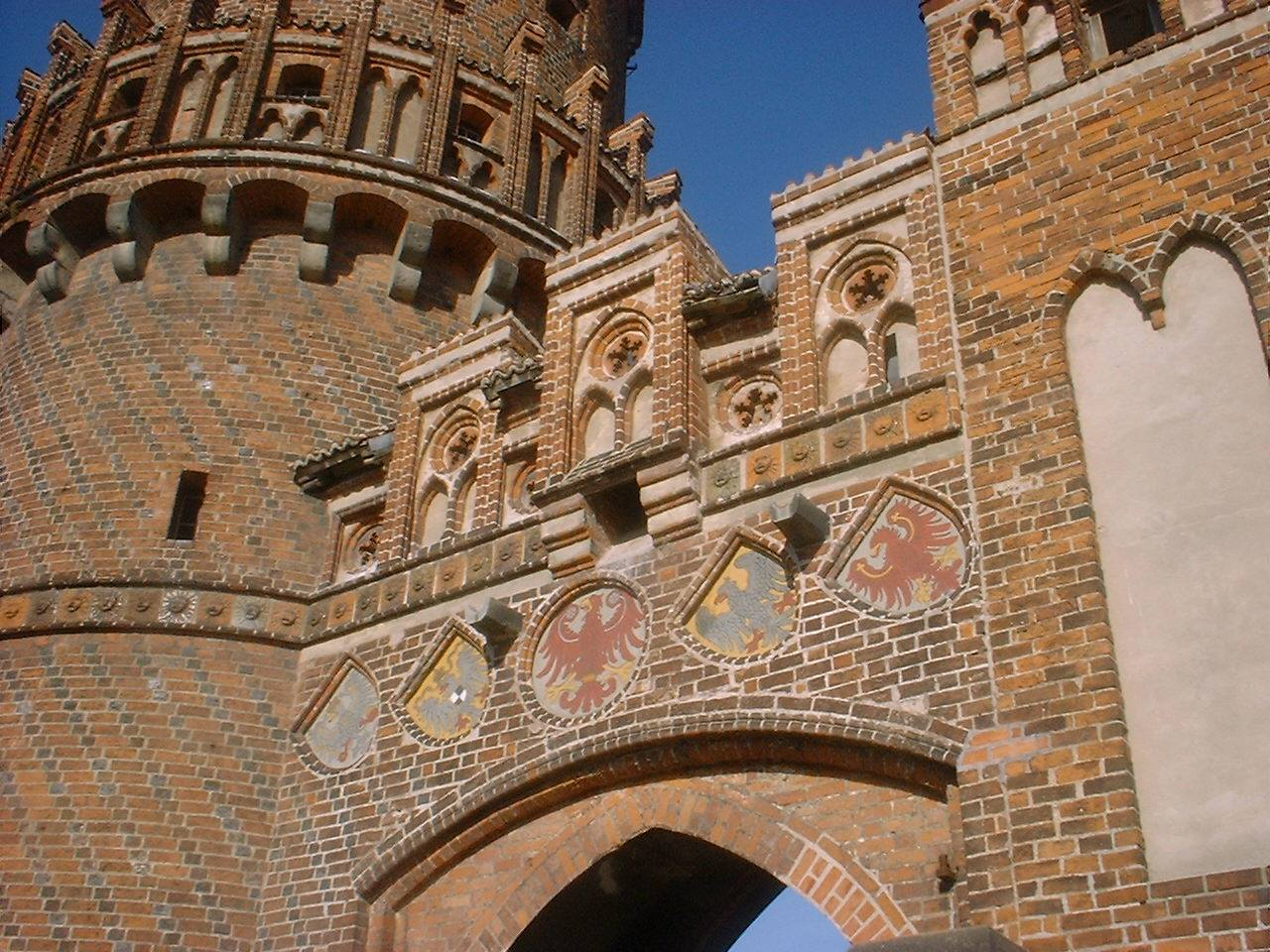
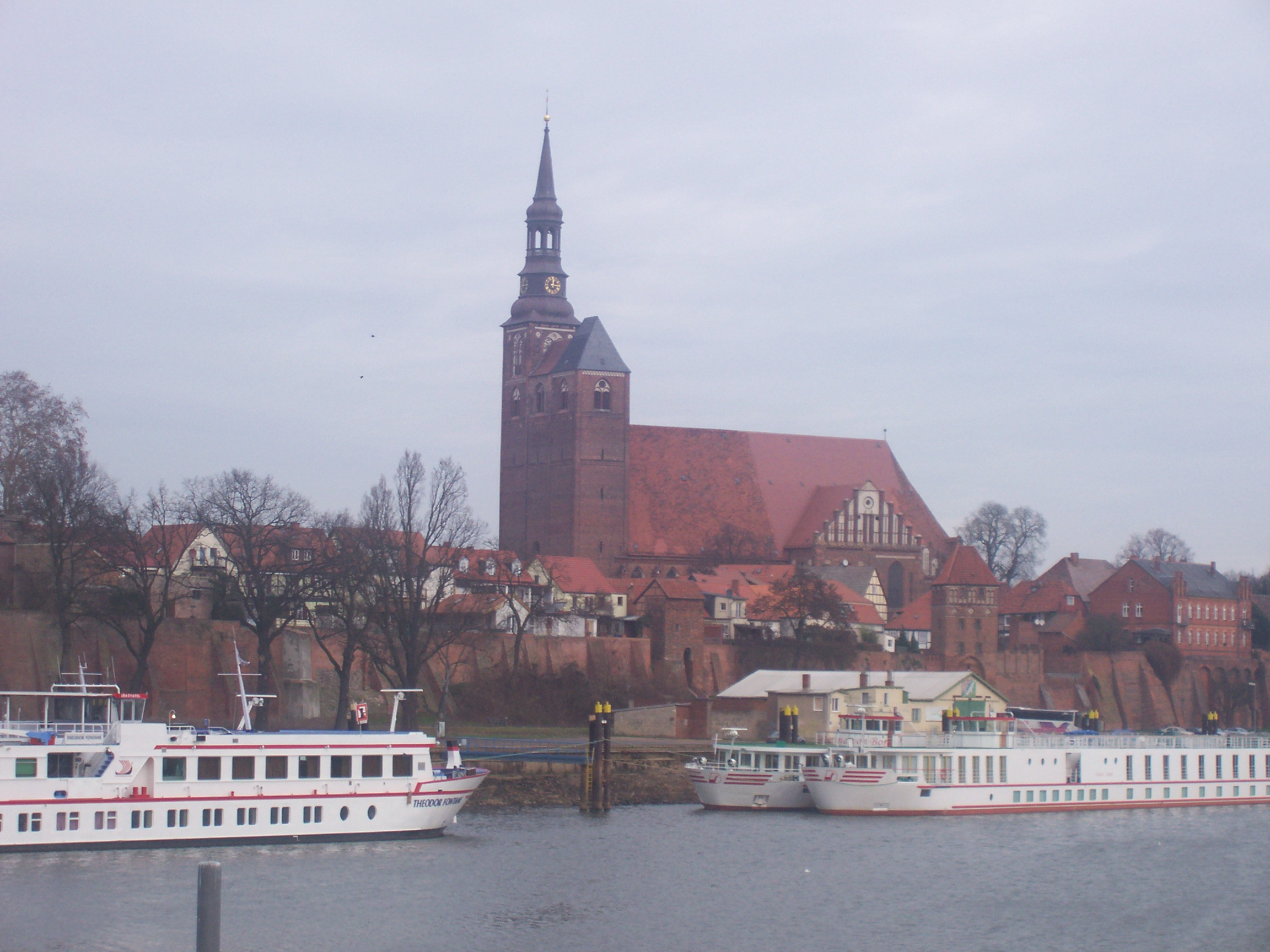
Tangermünde
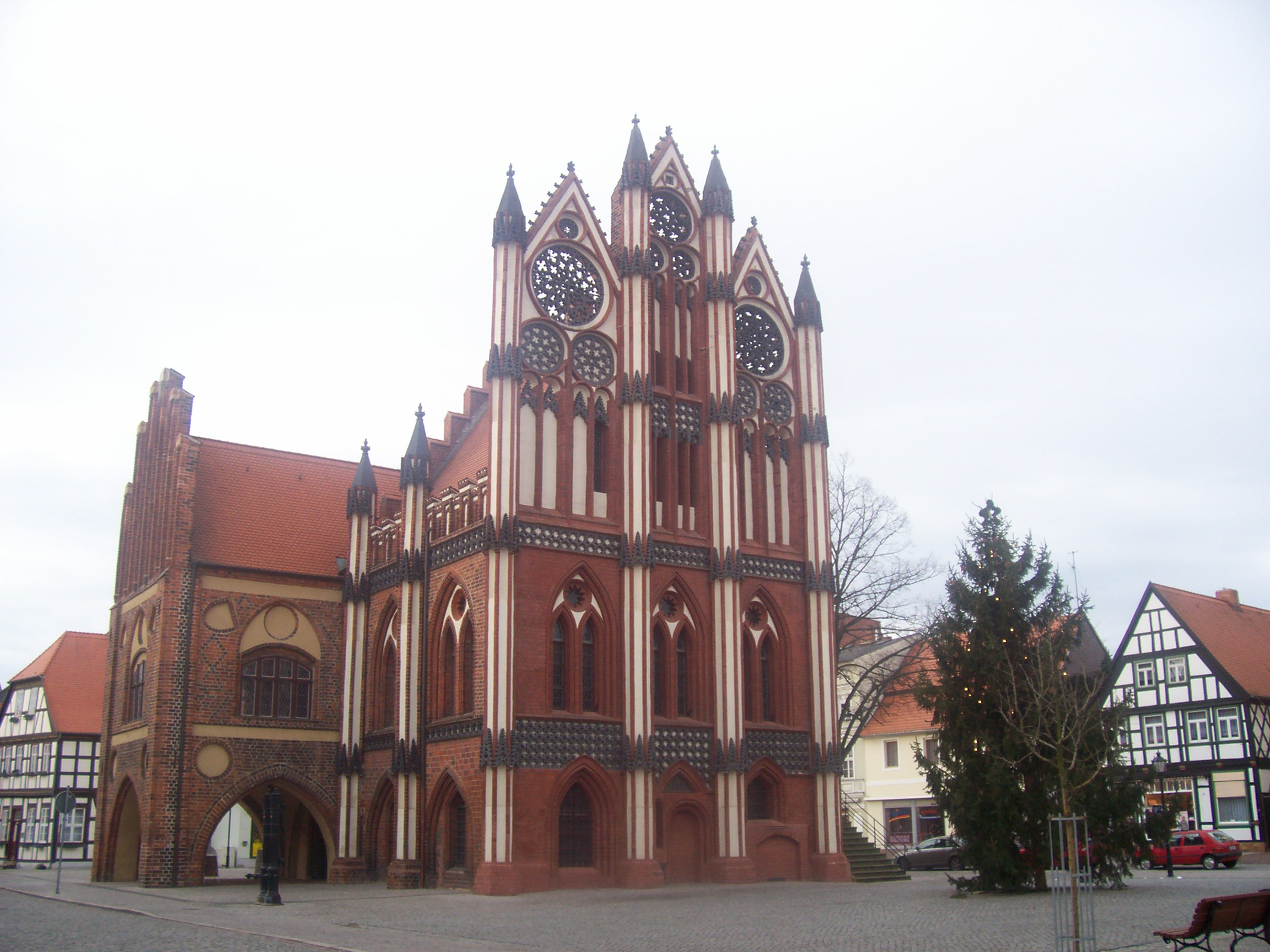
Toà thị chính lịch sử (Rathaus)